# KD Danuvia
A KD Danuvia a magyar Danuvia fegyvergyár részére Király Pál által tervezett 9 mm-es (9X19mm) pisztoly. A németek komoly érdeklődést mutattak a fegyver iránt, de az 1929-es válság a tárgyalásokat meghiúsította. A fegyverből összesen 20 darab prototípus készült. A későbbi német Walther P38 pisztoly csak markolatában, és csőhosszában tér el tőle.